# Charles Robert Leslie
Charles Robert Leslie (19 de octubre de 1794 - 5 de mayo de 1859) fue un pintor británico, especializado en la representación de escenas literarias y en la realización de retratos.

## Biografía
Leslie nació en Londres de padres estadounidenses. Cuando tenía cinco años de edad, regresó con ellos a los Estados Unidos, donde se establecieron en Filadelfia. Leslie completó su educación y luego se convirtió en aprendiz de un librero. Sin embargo, estaba interesado principalmente en la pintura y en el teatro, cuando George Frederick Cooke visitó la ciudad realizó un retrato del actor a partir de su recuerdo del escenario, que se consideró una obra tan prometedora que se recaudó un fondo para ayudar al joven artista para que pudiera estudiar en Europa.
Se fue a Londres en 1811, con cartas de presentación que le permitieron ser amigo de West, Beechey, Allston, Coleridge y Washington Irving, siendo admitido como estudiante de la Royal Academy of Arts, donde ganó dos medallas de plata. Al principio, influenciado por West y Fuseli, ensayó un estilo elevado, y en su primer tema importante representó a Saúl y la bruja de Endor; pero pronto descubrió su verdadera aptitud y se convirtió en pintor de cuadros de gabinete, no como los de David Wilkie, con escenas de la vida común que lo rodeaba, sino con escenas de los grandes maestros de la ficción, como William Shakespeare y Miguel de Cervantes, Addison y Molière, Swift, Sterne, Fielding y Smollett.
En 1821, Leslie fue elegido miembro de la Royal Academy of Arts y cinco años más tarde como académico. En 1827 fue elegido miembro del Academia Nacional de Dibujo de Estados Unidos como académico honorario. En 1833 volvió a América para convertirse en maestro de dibujo en la academia militar de West Point, pero el puesto no colmó sus expectativas, y unos seis meses después regresó a Inglaterra. Murió el 5 de mayo de 1859.
Leslie era el hermano de la escritora estadounidense Eliza Leslie y del soldado del Ejército de los Estados Unidos Thomas Jefferson Leslie. En abril de 1825 se casó con Harriet Honor Stone, con quien tuvo seis hijos. Su segundo hijo, Sir Bradford Leslie, fue un conocido constructor de puentes, y su hijo más joven, George Dunlop Leslie (1835-1921), miembro de la Royal Academy of Arts, un notable artista. Está enterrado en el Cementerio de Kensal Green.

## Trabajos

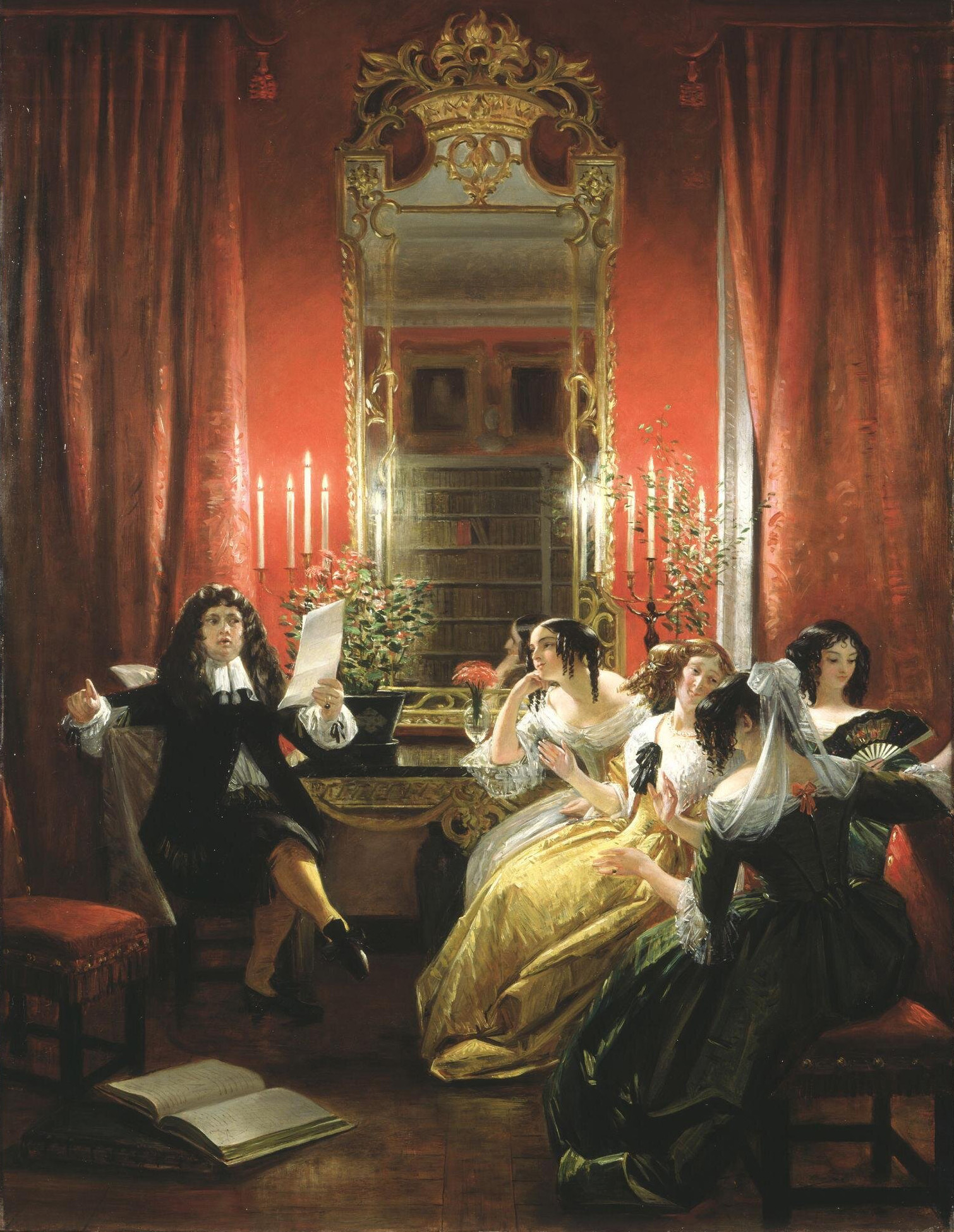
Las mujeres sabias (1845), escena de la obra de Moliere. Museo de Victoria y Alberto, Londres.

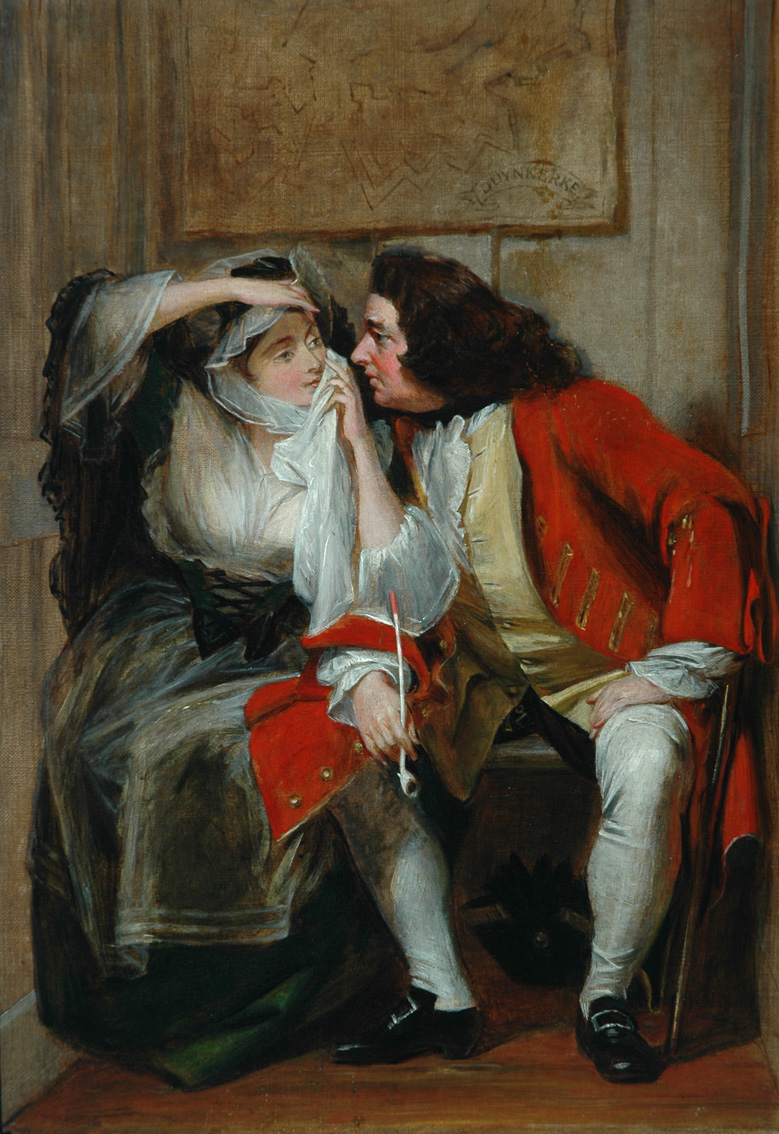
El tío Toby y la viuda Wadman, de la obra de Laurence Sterne Vida y opiniones del caballero Tristram Shandy. Shandy Hall, Coxwold, Yorkshire del Norte.

Entre sus pinturas notables se incluyen:
- Sir Roger de Coverley yendo a la Iglesia  (1819);
- May-day en tiempos de la Reina Isabel  (1821)
- Retrato de un caballero (1823)
- Sancho Panza y la duquesa  (1824)
- El tío Toby y la viuda Wadman  (1831)
- El enfermo imaginario , acto iii. Carolina del Sur. 6 (1843)
- Nuestro Salvador enseñando a sus discípulos una lección de humildad  (1844)
- El fariseo y el publicano  (1847)
- La Lección de Lectura de un Grabado de Rafael  (1848)
- Capellán del duque enfurecido dejando la mesa, de Don Quijote de la Mancha (1849)
- Marta y María  (1849)
- El regreso de la madre a su hijo  (1849)

Varios trabajos de Leslie fueron encargados y comprados por James Lenox. Esos trabajos se exhibieron en la Biblioteca Lenox, que tras su demolición, fueron donados a la Biblioteca Pública de Nueva York. Muchos de sus temas más importantes existen en varias réplicas.
Leslie poseía una imaginación comprensiva, que le permitía entrar libremente en el espíritu del autor que ilustraba, una percepción delicada de la belleza femenina, una visión infalible para el carácter y su manifestación exterior en la cara y la figura, y un sentido genial y luminoso del humor, guiado por un refinamiento instintivo que le impedía sobrepasar los límites del buen gusto.
Además de su habilidad como artista, Leslie era un escritor inteligente y agradable. Su Vida de su amigo Constable, el pintor de paisajes, publicada en 1843, es considerada como uno de los clásicos de la biografía artística. También escribió el Manual para jóvenes pintores, un volumen que incorpora lo esencial de sus conferencias como profesor de pintura en la Royal Academy en 1855. En 1860, Tom Taylor editó su Autobiografía y correspondencia, que contiene interesantes reminiscencias de sus distinguidos amigos y contemporáneos. Las cartas de Leslie muestran un hombre afectuoso, sociable, sincero, modesto y ávido de instrucción y mejora, buscando siempre la compañía de los mejores y más eminentes personas a las que podría acceder sin intrusión ni pretensiones. Taylor también terminó una obra sobre La vida y la época de Sir Joshua Reynolds, que se publicó en 1865.

## Escritos
- Memorias de la vida de John Constable  ed C.R.Leslie 1843, Chapman & Hall, Londres 1896
- Vida y tiempos de Sir Joshua Reynolds, con noticias de algunos de sus contemporáneos  ed Tom Taylor, John Murray, Londres 1865
- Manual para jóvenes pintores  (con ilustraciones), Johyn Murray, Londres 1855
- Recuerdos autobiográficos de C. R. Leslie con selecciones de su correspondencia  Ed. Tom Taylor, Ticknor & Fields, Boston 1860